# Tomomi Fujimura
Tomomi Fujimura (藤村 智美 Fujimura Tomomi?,  nacido el 30 de mayo de 1978 en Hyogo) es una exfutbolista japonesa que jugaba como defensa.
Fujimura jugó 20 veces para la selección femenina de fútbol de Japón entre 1997 y 2002. Fujimura fue elegida para integrar la selección nacional de Japón para los Copa Asiática femenina de la AFC de 1999 y 2001.

## Trayectoria

### Clubes
| Club               | País  | Año         |
| ------------------ | ----- | ----------- |
| Iga FC Kunoichi    | Japón | 1997 - 2005 |
| INAC Kobe Leonessa | Japón | 2006 - 2009 |

### Selección nacional
| Selección | País  | Año         |
| --------- | ----- | ----------- |
| Absoluta  | Japón | 1997 - 2002 |

## Estadística de equipo nacional
| Selección femenina de fútbol de Japón | Selección femenina de fútbol de Japón | Selección femenina de fútbol de Japón |
| Año                                   | Partidos                              | Goles                                 |
| ------------------------------------- | ------------------------------------- | ------------------------------------- |
| 1997                                  | 1                                     | 0                                     |
| 1998                                  | 0                                     | 0                                     |
| 1999                                  | 6                                     | 0                                     |
| 2000                                  | 6                                     | 0                                     |
| 2001                                  | 4                                     | 1                                     |
| 2002                                  | 3                                     | 0                                     |
| Total                                 | 20                                    | 1                                     |